# Ana Rosa Chacón
Ana Rosa Chacón, född 1889, död 1985, var en costaricansk politiker.
Hon blev 1953 sitt lands första kvinnliga parlamentariker. 